# MV Agusta 125 S

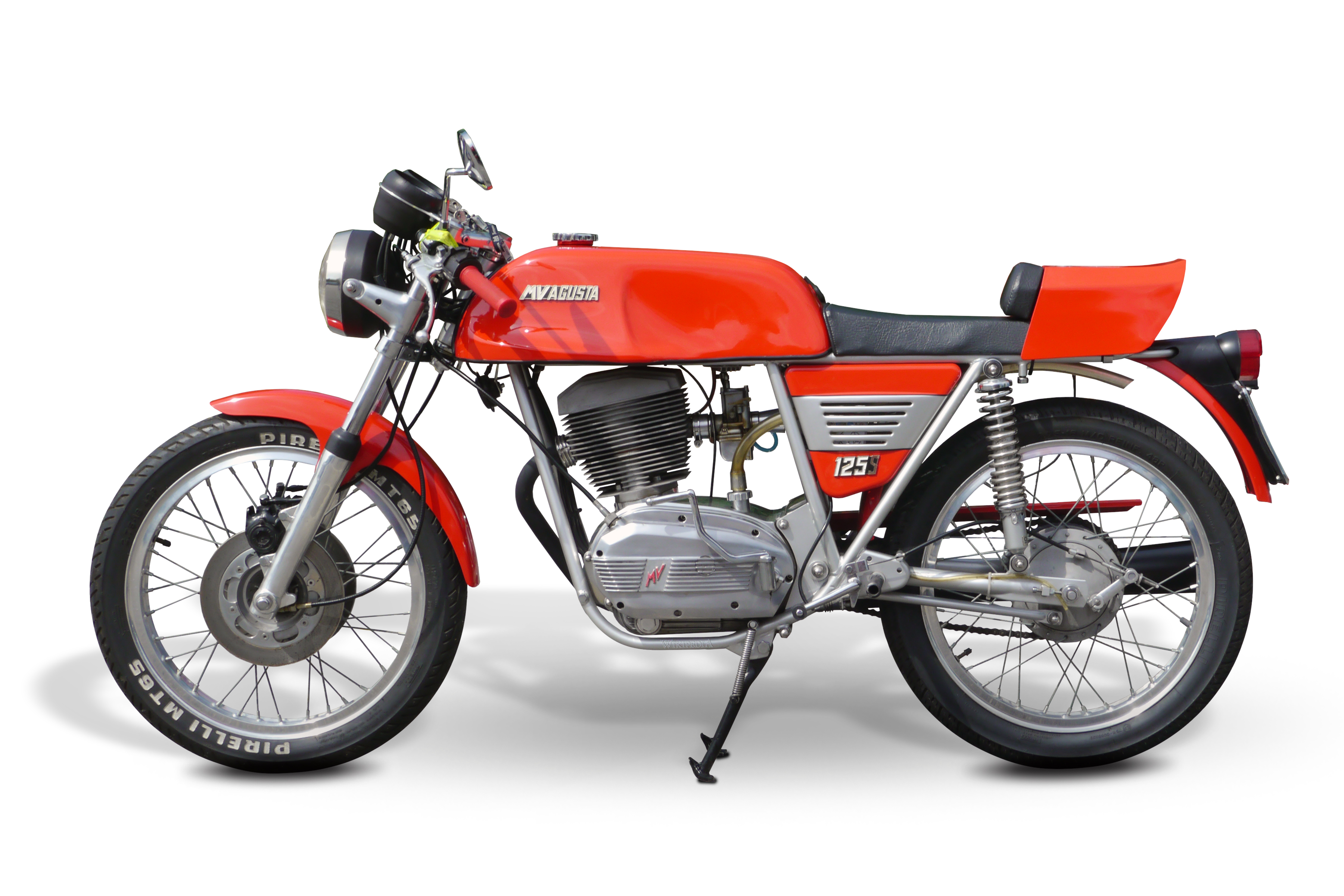
Eine MV Agusta 125 Sport SE

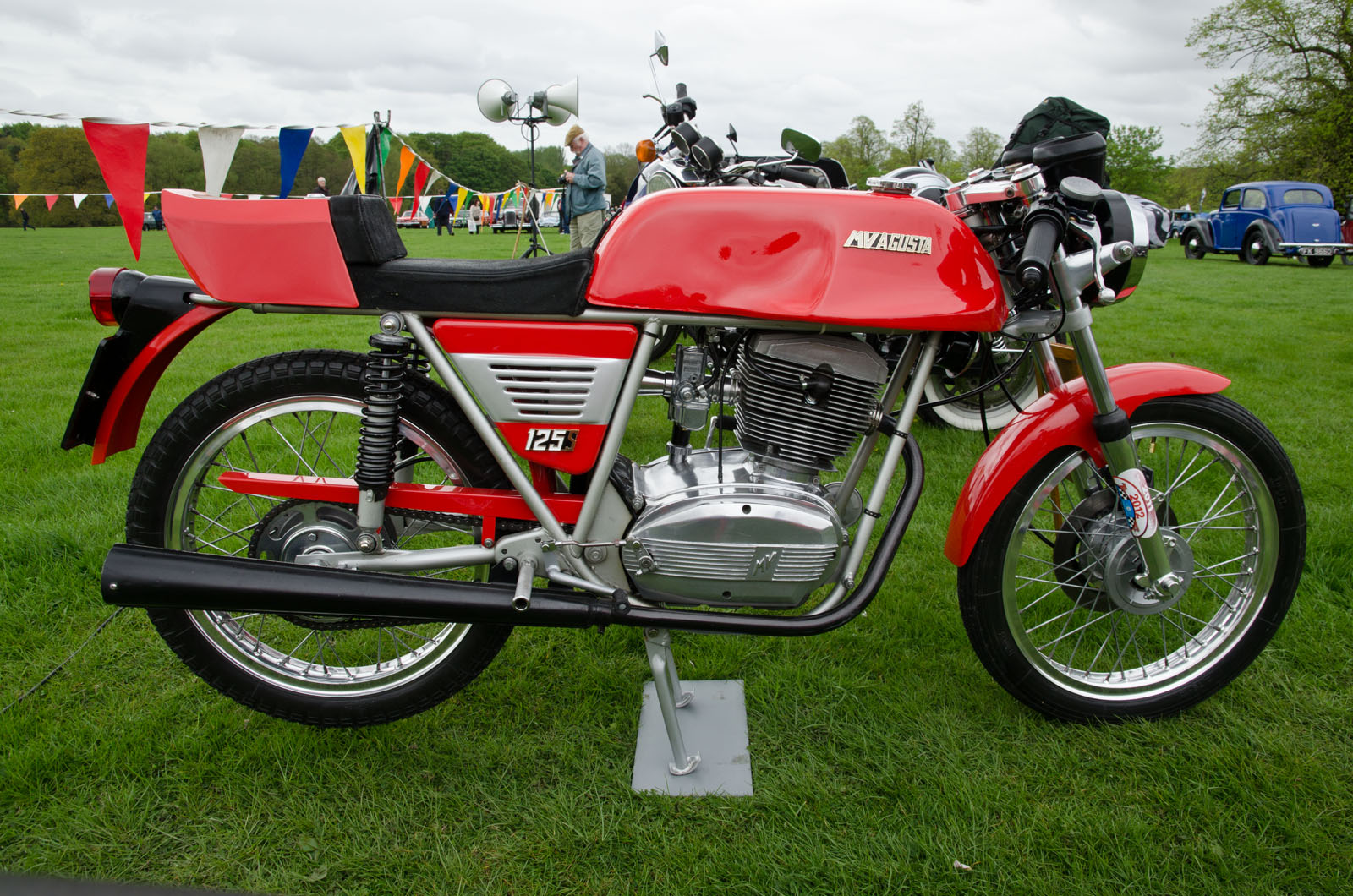
Die „A-Seite“ (Antriebsseite) einer MV 125S (1978)

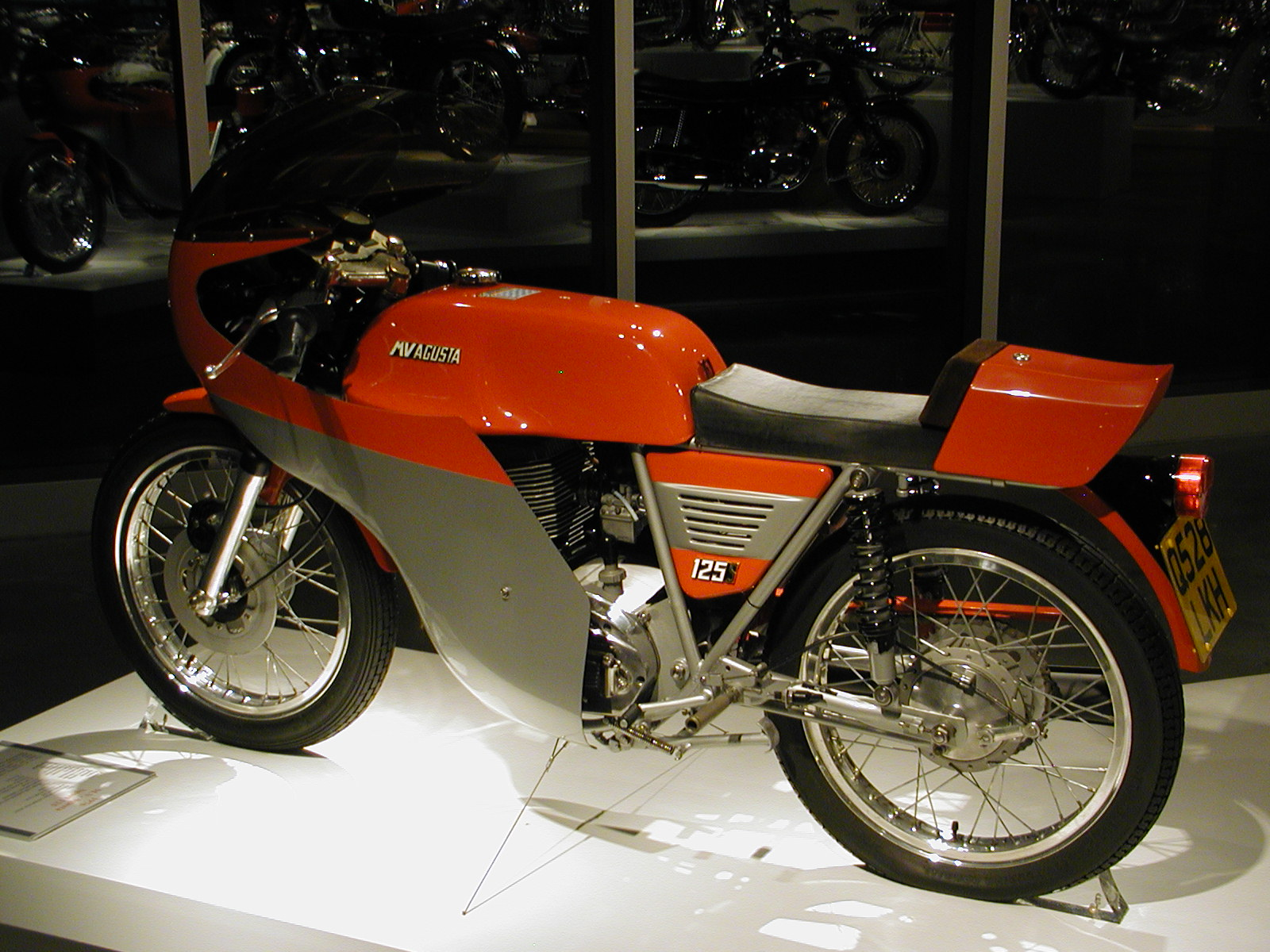
Die etwas teurere Version mit der, von den GP-Maschinen inspirierten, Vollverkleidung

Die MV Agusta 125 S, oft auch 125 Sport SE oder 125 Ipotesi genannt, war ein Motorrad (bzw. Leichtkraftrad) des italienischen Fahrzeugbauers MV Agusta, das von 1975 bis 1977 produziert und bis 1980 verkauft wurde. Sie war das letzte Modell, das von MV (Meccanica Verghera) in ihrem Werk in Cascina Costa gebaut wurde.

## Hintergrund
In der gesamten Unternehmensgeschichte von MV Agusta war die vor allem in Italien sehr beliebte 125-cm³-Klasse sehr präsent. Angefangen bei den Zweitaktmodellen wie den im Rennsport erfolgreichen Corse 125 Tre Marche und Corse 125 Motore Lungo oder den im Alltagsgebrauch weit verbreiteten MV Agusta 125 TEL und 125 Pullman über die Viertakter 125 Bialbero (mit 13 WM-Titeln und 34 GP-Siegen eine der erfolgreichsten Rennmaschinen), die 125 Monoalbero und die 125 Turismo Rapido spannt sich der Bogen bis zur MV Agusta 125 S, die den Endpunkt dieser Produktlinie des in finanzielle Schwierigkeiten geratenen Herstellers darstellt.
Nach dem Tod von Domenico Agusta, dem Chef des Unternehmens, im Jahr 1971 verschlechterte sich die wirtschaftliche Situation bei MV Agusta rapide, verursacht einerseits durch die Konkurrenz preisgünstiger, hochwertiger japanischer Motorräder und andererseits wegen anhaltender arbeitspolitischer Probleme wie Streiks.
Für 1975 wurde die Produktpalette von MV Agusta radikal auf nur noch drei Modelle reduziert, die allesamt Neuentwicklungen waren. Bei einer Pressekonferenz in Mailand stellte Corrado Agusta, der Bruder des verstorbenen Domenico das neue Programm vor: Zuerst die 750 Sport America, die auf Wunsch von Commerce Overseas Corporation, dem US-amerikanischen MV-Importeur, gebaut wurde; des Weiteren die von dem italienischen Designer Giorgetto Giugiaro entworfene, eher unter ihrer Kurzbezeichnung 350 Ipotesi bekannte MV Agusta 350 Sport und die 125 Sport SE, die sich äußerlich stark am Vorbild der Ipotesi orientierte.
Obwohl diese neuen Modelle als Beginn einer neuen Ära bei MV Agusta und als Start eines ehrgeizigen Programms zur Markteinführung von Motorrädern auf Basis der GP-Maschinen präsentiert wurden, stellte MV Agusta 1977 die Produktion von Motorrädern ein.

## Das Motorrad

### Allgemein
„Sportliche“ Versionen ihrer Alltagsmotorräder hatten MV immer gute Umsätze und Publicity beschert. Nach der 125 Sport C, die Anfang der 1950er Jahre im Programm war, der etwas stärkeren 150er Rapido Sport oder der GTLS (Gran Turismo Lusso Sport) von 1970, präsentierte MV mit der 125 Sport SE wieder einen Typ aus der Kategorie 125-cm³-Viertakt-Leichtmotorräder. Die Maschinen kamen 1975 zu einem Preis von 784.000 Lire in den Handel. Die letzten, 1980 verkauften Exemplare kosteten in der Version ohne Vollverkleidung 840.000 Lire

### Optik
Die sportliche Ästhetik, inspiriert von Rennmotorrädern mit stark nach oben gerichtetem Heck, war bei der typischen MV-Agusta-Käuferschicht beliebt und erinnerte an Giacomo Agostinis MV-Werksmaschinen, der in Italien fast wie ein Volksheld verehrt wurde. Die 125 Sport SE war als Naked Bike und auch in einer teureren verkleideten Version erhältlich. Die aus der 125 Sport GTL-S entwickelte Maschine folgte der markanten Linienführung mit den scharfen Konturen von Giugiaros Ipotesi, was bald zu der allgemein bekannten Bezeichnung „125 Ipotesi“ oder „piccola Ipotesi“ führte.

### Ausstattung
Abweichend von der bei MV Agusta üblichen Praxis, wurde bei diesem Modell keine Kombination aus gepressten Blechteilen und Stahlrohren für den Rahmen verwendet, sondern ein neu gestalteter Vollrohrrahmen, der in Silber lackiert war. Wie die Ipotesi hatte die 125 S einen Höckersitz mit integriertem hinterem Kotflügel und Seitenverkleidungen mit Schlitzen zur Unterbringung von Luftfilter und Batterie. Eine Ceriani-Vorderradgabel mit Scheibenbremse verlieh der Frontpartie ein modernes, sportliches Aussehen. Die 125 Sport SE war werkseitig mit Speichenrädern ausgestattet (Gussräder wahlweise) und hatte an der Hinterachse eine Trommelbremse.

## Technische Daten
Anmerkung: Bei abweichenden Informationen im Internet wurden die Daten aus der vorliegenden Literatur eingesetzt.
| MV Agusta 125 S (1975–1980)   | MV Agusta 125 S (1975–1980)                  |
| Motor                         | Motor                                        |
| ----------------------------- | -------------------------------------------- |
| Bauart                        | 1-Zylinder-Viertaktmotor; luftgekühlt        |
| Hubraum                       | 123,5 cm³                                    |
| Bohrung und Hub               | 53 × 56 mm                                   |
| Verdichtung                   | 9,8 : 1                                      |
| Zylinderkopf                  | Leichtmetall                                 |
| Zylinder                      | Leichtmetall                                 |
| Ventile (Anordnung/Steuerung) | geneigt, hängend/Stoßstangen, Kipphebel      |
| Vergaser                      | Dell’Orto VHB 22                             |
| Antrieb                       |                                              |
| Kupplung                      | Ölbadlamellenkupplung                        |
| Getriebe                      | angeblockt, 5 Gänge                          |
| Antrieb primär/sekundär       | Zahnräder/Kette                              |
| Elektrik                      |                                              |
| Zündung                       | Dansi elektronischer Schwungradmagnetzündung |
| Spannung                      | k. A.                                        |
| Lichtmaschine                 | k. A.                                        |
| Leistung                      |                                              |
| Leistung                      | 12 PS (8,8 kW) bei 8500/min                  |
| Höchstgeschwindigkeit         | 115 km/h                                     |
| Rahmen und Maße               |                                              |
| Rahmen                        | Rohr geschlossene Doppelschleife             |
| Radstand                      | 1300 mm                                      |
| Länge                         | k. A.                                        |
| Breite                        | k. A.                                        |
| Gewicht                       | 103 kg (trocken)                             |
| Inhalt Kraftstofftank         | 19 Liter                                     |
| Inhalt Ölbehälter             | 2,2 Liter                                    |
| Mittlerer Verbrauch           | 2,7 Liter/100 km                             |
| Federung, Reifen und Bremsen  |                                              |
| Radaufhängung vorne           | Teleskopgabel (Ceriani)                      |
| Radaufhängung hinten          | Schwinge, Ölstoßdämpfer                      |
| Räder (vorne/hinten)          | Leichtmetall, Speichen 1,60 × 18″            |
| Reifen (vorne/hinten)         | 2,75 × 18″                                   |
| Bremsen (vorne/hinten)        | vorne Scheibe 230 mm, hinten Trommel 136 mm  |

Quelle: